# Peter Biyiasas
Peter Biyiasas (* 19. November 1950 in Athen) ist ein kanadisch-US-amerikanischer Schachmeister.
Peter Biyiasas wuchs in Vancouver auf. Im Jahre 1972 erwarb er einen Bachelor-Abschluss in Mathematik an der University of British Columbia. Im selben Jahr gewann er erstmals die kanadische Meisterschaft, zugleich Zonenturnier. Im Interzonenturnier Petrópolis 1973 erreichte er Rang 15. Im Jahre 1975 qualifizierte er sich erneut, im Interzonenturnier Manila 1976 wurde er 17. Biyiasas nahm mit Kanada an den Schacholympiaden 1972, 1974, 1976 und 1978 teil, dabei erreichte er 1972 das drittbeste Ergebnis an Brett 4, 1976 das drittbeste Ergebnis am Spitzenbrett und 1978 das zweitbeste Einzelergebnis an Brett 2. Die FIDE verlieh ihm 1972 den Titel Internationaler Meister und 1978 den Großmeistertitel. Seit 1980 ist er für den US-amerikanischen Verband, die United States Chess Federation, gemeldet. Im Jahre 1981 spielte er gegen den zu dieser Zeit bereits seit Jahren inaktiven Bobby Fischer, der bei ihm zu Gast war, eine Serie von 17 Blitzpartien, die Biyiasas alle verlor. Mitte der 1980er Jahre zog er sich vom Turnierschach zurück und arbeitet seither als Programmierer.
Biyiasas war zeitweise mit der US-amerikanischen Schachspielerin und -funktionärin Ruth Haring verheiratet.

## Turniererfolge
- Toronto 1972, Kanadische Meisterschaft: 1. Platz
- Norristown 1973: 1.–4. mit Rogoff, Pilnik und Parma
- Calgary 1975, Kanadische Meisterschaft: 1. Platz
- New York 1977: 3./4. Platz, 1./2. Soltis und Schamkowitsch
- Philadelphia 1978, World Open: 1.–8. Platz
- Wijk aan Zee 1980, Hoogovens: 4.–6. Platz, 1./2. Browne und Seirawan, 3. Kortschnoi
- Zrenjanin 1980: 2. Platz